# Geiger Gruppe
Die Geiger Gruppe ist ein familiengeführtes Bauunternehmen mit Hauptsitz in Oberstdorf im Landkreis Oberallgäu. Es wurde 1923 von Wilhelm Geiger gegründet und zählt laut dem Hauptverband der Deutschen Bauindustrie zu den größten deutschen Bauunternehmen. Die Unternehmensgruppe beschäftigt rund 4000 Mitarbeitende, erwirtschaftet einen Umsatz von etwa 850 Millionen Euro (Stand 2021) und wird inzwischen in vierter Generation geführt. Die Geschäftsbereiche umfassen Hoch- und Tiefbau, Umwelttechnik, Baustoffgewinnung, Abfallentsorgung sowie zahlreiche weitere Bau- und Sanierungsleistungen.

## Geschichte
Die Ursprünge des Unternehmens reichen bis ins Jahr 1923 zurück, als Wilhelm Geiger in Oberstdorf eine Holz- und Kohlegroßhandlung gründete. In der Zeit der Weltwirtschaftskrise etablierte er zusätzlich einen Brennholzhandel. Ab 1931 erweiterte Geiger das Geschäftsfeld durch den Kauf erster Lastwagen für den Transport von Sand und Kies. 1934 pachtete er zudem die erste eigene Kiesgrube bei Niederdorf.
Während des Zweiten Weltkriegs wurden die Lkw beschlagnahmt und der Betrieb in der Kiesgrube kam zum Erliegen. In den Nachkriegsjahren hielt sich das Unternehmen zunächst mithilfe von Ausflugsfahrten über Wasser. Der Holzhandel erholte sich jedoch rasch, sodass neben dem Brennholzhandel auch ein Nutzholzgroßhandel entstehen konnte. Gleichzeitig verstärkte sich der Absatz von Kies und Sand infolge des Baubooms.
1955 gründete Wilhelm Geiger zusammen mit seinen Kindern die Wilhelm Geiger KG. In der zweiten Hälfte der 1960er Jahre entstanden Transportbetonwerke in Sonthofen und Betzigau. Nach dem Tod von Wilhelm Geiger im Jahr 1968 übernahmen seine Söhne die Geschäftsführung. Das Unternehmen weitete seinen Aktionsradius über das Allgäu hinaus aus und eröffnete unter anderem ein eigenes Asphaltmischwerk in Seifen bei Immenstadt. Darüber hinaus entstanden Abteilungen für Tiefenbohrungen und Spezialtiefbau; 1980 verfügte Geiger über 160 Fahrzeuge und 70 Maschinen.
1985 erfolgte die Umfirmierung zur Geiger GmbH & Co. KG. Zu dieser Zeit war das Unternehmen bereits vermehrt im Straßen- und Kanalbau tätig. 1990 dehnte Geiger seine Aktivitäten auf die neuen Bundesländer aus, erwarb dort Steinbrüche und errichtete eine Asphaltanlage. 1998 gründete das Unternehmen die Tochterfirma Geiger Romania.
Um die Jahrtausendwende umfasste das Leistungsspektrum Straßen-, Kanal- und Brückenbau, Baustoffhandel sowie die Herstellung von Betonfertigteilen. In dieser Phase erfolgte auch ein erneuter Generationswechsel in der Führungsebene und eine interne Umstrukturierung. 2008 wurde die Tochterfirma Geiger Bauwerksanierung gegründet. Ebenfalls 2008 übernahm Geiger die Grube Teutschenthal Sicherungs GmbH & Co. KG (GTS), der seit 1992 das ehemalige Kalibergwerk in Teutschenthal bei Halle an der Saale gehört und dort die Einlagerung von gefährlichen Abfallstoffen betreibt. Bis 2009 steigerte das Unternehmen seinen Jahresumsatz auf rund 270 Millionen Euro und beschäftigte 1.800 Mitarbeiter.
Seit 2015 ist die Geiger Gruppe auch im österreichischen Markt im Umweltbereich zertifiziert und erbringt dort Leistungen wie Flächenrecycling, Umweltsanierung, Deponiebau und -betrieb sowie Abfallentsorgung. 2018 etablierte sich das Unternehmen in Österreich zudem mit der Geiger Immobilien Wien GmbH (ehemals MS Bau) als Generalunternehmer, Bauträger und Immobilienentwickler. Im selben Jahr übernahm Geiger die Abfallbehandlungsgesellschaft Mitte mbH (ABGM) sowie die Gesellschaft für Deponie- und Bergbauersatzbaustoffe mbH (GDB) in Bad Lauchstädt (Sachsen-Anhalt).
Zu Beginn der 2020er Jahre trat eine neue Familiengeneration in die Unternehmensleitung ein, sodass sich das Unternehmen mittlerweile in der vierten Generation befindet.

## Unternehmen

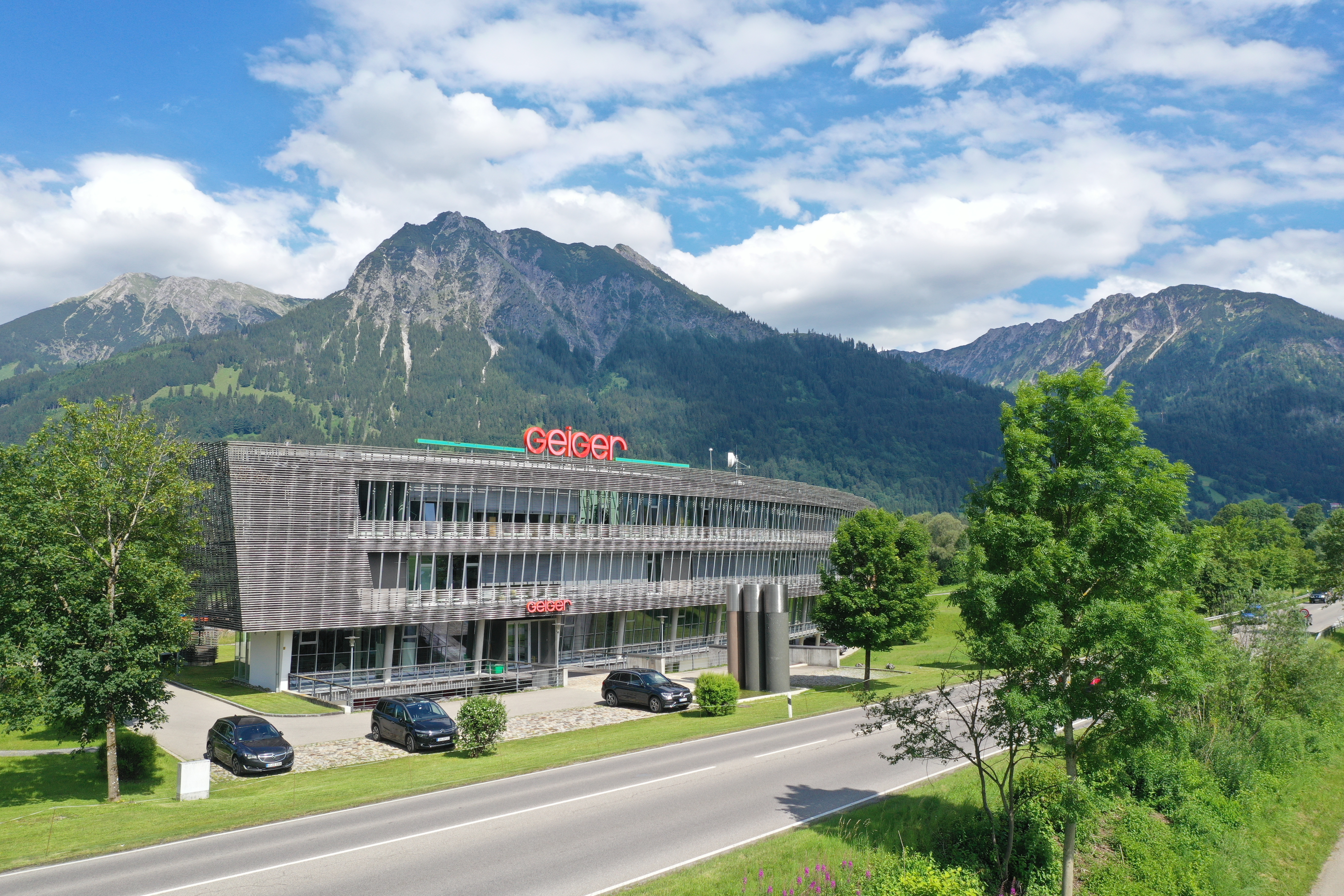
Hauptsitz der Geiger Gruppe in Oberstdorf

Die Geiger Gruppe verfügt über 100 Standorte in Deutschland, Österreich, der Schweiz, Luxemburg, Frankreich, Italien und Rumänien. Rund 4.000 Mitarbeiterinnen und Mitarbeiter erwirtschaften dabei einen Jahresumsatz von rund 850 Millionen Euro. 2023 feierte das Unternehmen sein 100-jähriges Bestehen. Die Geschäftsführung bilden Pius Geiger (Gesellschafter), Josef Geiger (Gesellschafter), Markus Brutscher und Frank Königbauer.
Die Gruppe gliedert sich in vier Geschäftsbereiche:
- Im Bereich „Gestalten & Bauen“ sind Projektentwicklung, Schlüsselfertigbau, Holzsystembau, Hoch- und Tiefbau sowie Energietechnik zusammengefasst.
- Der Bereich „Erhalten & Sanieren“ umfasst Bauwerks- und Kanalsanierungen sowie Saugtechnik.
- „Aufbereiten & Recyceln“ deckt Abbruch, Recycling und Umweltsanierung ab.
- Unter „Gewinnen & Entsorgen“ fallen unter anderem die Gewinnung und Aufbereitung von Baustoffen sowie deren Transport und Entsorgung.

## Herausragende Projekte (Auswahl ab 2009)
- 2009: Geiger trat als Bauherr des Riedle-Fachmarktzentrums im schwäbischen Nersingen auf. Das Investitionsvolumen betrug rund 15 Millionen Euro.[16][17]
- 2014 bis 2017: Die BiNova, eine Geiger-Tochter,[18] realisierte eine Wohnanlage auf dem Gelände der ehemaligen Bodan-Werft am Bodensee. Dabei wurden Altlasten saniert und denkmalgeschützte Industriebauten erhalten.[19][20]
- 2015: In Kooperation mit einem hessischen Unternehmen sanierte Geiger das Gänsbühl-Einkaufszentrum in Ravensburg.[21]
- 2017 bis 2020: Geiger verantwortete die Sanierung der Marienplatz-Tiefgarage in Ravensburg als eines von etwa 100 jährlichen Sanierungsprojekten.[22] Ebenfalls 2017 startete die Sanierung der Aluminiumschlackendeponie in Wiener Neustadt im Rahmen eines Firmenkonsortiums, darunter Geiger.[23]
- 2019 bis 2021: Das Unternehmen agierte als Bauherr beim Projekt Despag-Workspace in Ingolstadt, einem fünfstöckigen Bürogebäude mit 14.500 Quadratmetern Mietfläche.[24]
- Auch beim überregionalen Infrastrukturprojekt Stuttgart 21 ist Geiger mit mehreren Tunnelbauarbeiten beauftragt.[25]

## Auszeichnungen
Die Geiger Gruppe wurde 2019 mit dem Innovationspreis des Bayerischen Bauindustrieverbandes ausgezeichnet und erreichte den zweiten Platz für eine neuartige Methode, bei der Vermessungsarbeiten mithilfe von Drohnenaufnahmen erfolgen.
Zudem erhielt das Unternehmen mehrfach vom Institut „Great Place to Work“ die Auszeichnung als einer der besten Arbeitgeber Deutschlands.

## Kritik
Im Jahr 2010 geriet die Geiger Gruppe als Gesellschafterin der Grube Teutschenthal Sicherungs GmbH & Co. KG (GTS) in die Kritik, weil GTS in einer Grube bei Angersdorf rund 11.000 Tonnen hochgiftiger Filterstäube ohne die erforderliche Genehmigung eingelagert hatte. Das Wirtschaftsministerium Sachsen-Anhalt unter Reiner Haseloff (CDU) reagierte besonders verärgert auf den Versuch des Grubenbetreibers, die Kosten für externe Fachleute zur Überprüfung der Abfallströme teilweise dem Steuerzahler aufzubürden. Nachdem sich das Ministerium mit den Gesellschaftern der Geiger Gruppe abgestimmt hatte, übernahm GTS jedoch selbst die entstehenden Kosten.
Im weiteren Verlauf warf GTS dem Ministerium zeitweise „rufschädigende Äußerungen“ vor und drohte mit rechtlichen Schritten, während das Landesbergamt Anzeige gegen das Unternehmen erstattete. Eine Stilllegung der Grube kam dennoch nicht in Betracht, da die Verfüllung als Teil eines Sicherheitskonzepts gegen mögliche Gebirgsschläge in der Region gilt. Aus Sicht des Ministeriums war dabei vor allem die „absolute Zuverlässigkeit“ des Betreibers entscheidend. Trotz des Konflikts konnte schließlich eine externe Überwachung der Abfallströme eingerichtet werden. Dabei bekräftigten sowohl das Ministerium als auch die Gesellschafter, dass alle eingelagerten Stoffe bekannt seien und abfall- sowie bergbaurechtliche Genehmigungen vorlägen – mit Ausnahme des sogenannten „Dickstoffversatzes“, für dessen formale Zulassung GTS noch keinen Bescheid hatte.

## Trivia
In der Allgäuer Tongrube „Hammerschmiede“ bei Pforzen, die von der Geiger Gruppe betrieben wird, entdeckten Archäologen zwei fossile Menschenaffen: Danuvius guggenmosi (2019) und Buronius manfredschmidi (2024).